# Bandysie
Bandysie (prononciation : [banˈdɨɕe]) est un village polonais de la gmina de Czarnia dans le powiat d'Ostrołęka de la voïvodie de Mazovie dans le centre-est de la Pologne.
Il se situe à environ 37 kilomètres au nord-ouest d'Ostrołęka (siège du powiat) et à 123 kilomètres au nord de Varsovie (capitale de la Pologne).
Le village compte approximativement une population de 356 habitants en 2010.

## Histoire
De 1975 à 1998, le village appartenait administrativement à la voïvodie d'Ostrołęka.